# Dirty Sexy Money (canción)
«Dirty Sexy Money» es una canción del productor musical francés David Guetta y del productor musical surinamés Afrojack, presentando voces invitadas de la cantante británica Charli XCX y del artista de grabación de Trap estadounidense French Montana. Fue escrito por Charli XCX, Montana, Noonie Bao, A. G. Cook, Guetta y Afrojack, con la producción a cargo de los dos últimos. El productor estadounidense de música Skrillex coprodujo la canción. Fue lanzado el 3 de noviembre de 2017 vía What a Music como un bonus track del séptimo álbum de estudio de Guetta, 7 .

## Posicionamiento en listas
| Lista (2017–2018)                           | Mejor posición |
| ------------------------------------------- | -------------- |
| Alemania (Offizielle Deutsche Charts)       | 46             |
| Australia (ARIA)                            | 18             |
| Australia Dance (ARIA)                      | 2              |
| Austria (Ö3 Austria Top 40)                 | 46             |
| Bélgica (Flandes) (Ultratip Bubbling Under) | 4              |
| Bélgica (Dance Flandes)                     | 5              |
| Bélgica (Valonia) (Ultratop 50)             | 41             |
| Bélgica (Dance Valonia)                     | 3              |
| Canadá (Canadian Hot 100)                   | 90             |
| Eslovaquia (Singles Digitál Top 100)        | 71             |
| España (Top 100 Canciones)                  | 47             |
| Estados Unidos (Hot Dance/Electronic Songs) | 13             |
| Francia (SNEP)                              | 22             |
| Hungría (Dance Top 40)                      | 29             |
| Irlanda (IRMA)                              | 41             |
| Israel (Media Forest TV Airplay)            | 2              |
| Nueva Zelanda (Recorded Music NZ)           | 26             |
| Países Bajos (Dutch Top 40)                 | 18             |
| Países Bajos (Mega Top 50)                  | 29             |
| Países Bajos (Mega Single Top 100)          | 60             |
| Portugal (AFP)                              | 88             |
| Reino Unido (UK Singles Chart)              | 35             |
| Reino Unido (UK Dance Chart)                | 6              |
| República Checa (Rádio Top 100)             | 39             |
| República Checa (Singles Digitál Top 100)   | 93             |
| Suecia (Sverigetopplistan)                  | 82             |
| Suiza (Schweizer Hitparade)                 | 52             |